# ئالیخان
ئاليخان ( بالكردية: ئالیخان، بالحروف اللاتينية: Alexan ) هي قرية في ناحية كاني ماسي في محافظة دهوك في إقليم كردستان العراق . تقع شمال آميدي  بالقرب من الحدود الجنوبية الشرقية لتركيا . يسكن القرية الأكراد من عشيرة الدشتاني، كانت في السابق أيضًا موطنًا لعدد من الآشوريين قبل نقلهم إلى شمايلة في القرن العشرين.